# Frederick de Houtman
Frederick de Houtman případně Frederik de Houtman (1571 Gouda – 21. října 1627 Alkmaar) byl nizozemský mořeplavec. Pojmenoval společně s Pieterem Dirkszoonem Keyserem 12 souhvězdí na jižní polokouli. V letech 1595–1597 ho doprovázel na cestě do východní Indie a během cesty mu pomáhal s astronomickými pozorováními. Během dalších expedic přidal několik hvězd k těm, které zpozoroval Keyser.
Později byl na dva roky uvězněn acehským sultánem na severu Sumatry, ale čas ve vězení dobře využil astronomií a zároveň se naučil místní jazyk. V roce 1603, po návratu do Nizozemska, vydal gramatiku a slovník malajštiny a jazyka používaného na Madagaskaru s titulem Spraeck ende woordboeck inde Maleysche ende Madagaskarsche talen. Do přílohy této publikace napsal svá astronomická pozorování.
Později, v roce 1619, se podílel na prozkoumávání západního pobřeží Austrálie, například okolí dnešního Perthu.